# Mughiphantes mughi
Mughiphantes mughi är en spindelart som först beskrevs av Fickert 1875.  Mughiphantes mughi ingår i släktet Mughiphantes och familjen täckvävarspindlar. Inga underarter finns listade i Catalogue of Life.